# 奥斯纳布吕克县
奥斯纳布吕克县（德語：Landkreis Osnabrück）位于德国下萨克森州的西南部，首府奥斯纳布吕克，是下萨克森州面积第二大的县，面积与萨尔兰州相当。

## 地理
奥斯纳布吕克县北面与克洛彭堡县和费希塔县，东面与迪普霍尔茨县、北莱茵-威斯特法伦州的明登-吕贝克县和黑尔福德县，南面与北莱茵-威斯特法伦州的居特斯洛县和瓦伦多夫县，西面与北莱茵-威斯特法伦州的施泰因富特县和下萨克森州的埃姆斯兰县相邻，奥斯纳布吕克市位于奥斯纳布吕克县西沿。